# Max Hartung

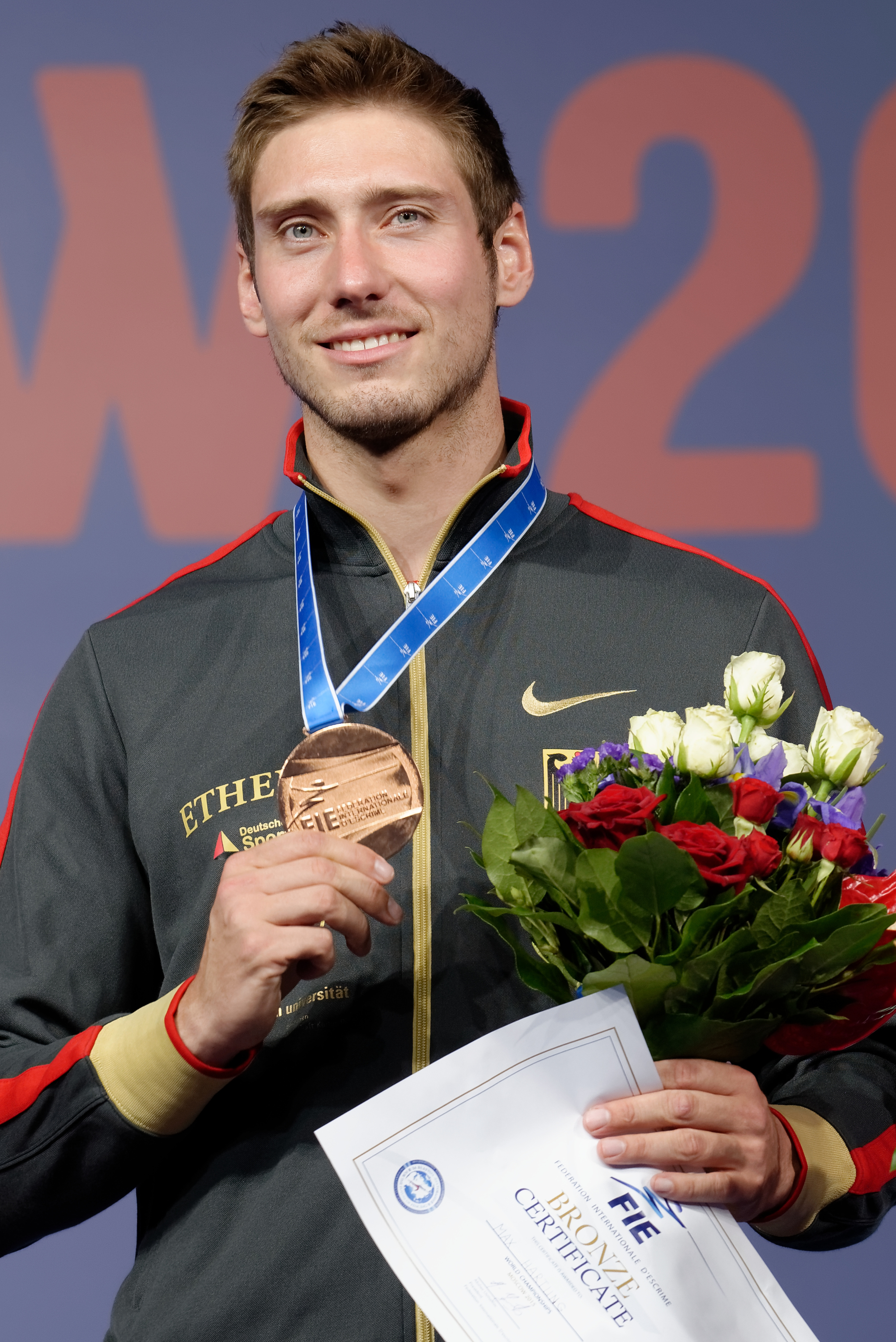
Max Hartung (2015)

Maximilian Hartung (* 8. Oktober 1989 in Aachen) ist ein ehemaliger deutscher Säbelfechter. Als einer der erfolgreichsten Säbelfechter seines Landes wurde er viermal Europameister, Mannschaftsweltmeister und war dreifacher Olympiateilnehmer. Er war Vorsitzender der Athletenkommission im DOSB und Gründungspräsident von Athleten Deutschland e. V. Er war vier Jahre lang im Aufsichtsrat der Stiftung Deutsche Sporthilfe, vier Jahre im Präsidium des Deutschen Fechter-Bundes und zwei Jahre lang im Präsidium des DOSB ehrenamtlich für die Athleten engagiert. Heute arbeitet er als Geschäftsführer der Sportstiftung NRW für Athletinnen und Athleten. Außerdem ist er Mitglied im Hochschulrat der Hochschule Niederrhein.

## Sportliche Karriere
Bei den Olympischen Spielen 2012 in London belegte Max Hartung im Einzel den siebten Platz sowie den fünften Platz mit der Mannschaft. Bei den Olympischen Spielen 2016 in Rio de Janeiro belegte Hartung im Einzel nach einem Sieg gegen Yémi Apithy und einer Niederlage gegen den späteren Finalisten Daryl Homer den zehnten Platz.
Sein wohl größter sportlicher Erfolg ist der Gewinn der Weltmeisterschaft mit der Mannschaft im Jahr 2014. 2017 gewann er im Einzel den Europameistertitel in Tiflis und konnte diesen 2018 in Novi Sad verteidigen. 2019 wurde er mit der deutschen Mannschaft in einem dramatischen Finale vor heimischer Kulisse Europameister in Düsseldorf.
Hartung startet in Deutschland für den TSV Bayer Dormagen. 15 nationale Titel konnte er im Laufe seiner Fechtkarriere erringen. Seine beste Platzierung in der Weltrangliste war der zweite Platz.

## Ehrenamtliches Engagement
2013 wurde er zum Athletensprecher des Deutschen Fechter-Bunds gewählt. Von 2014 bis 2021 gehörte Hartung zudem der Athletenkommission des DOSB an, von Februar 2017 bis 2021 war er deren Vorsitzender. Vier Jahre lang engagierte er sich zudem ehrenamtlich als Mitglied im Aufsichtsrat der Stiftung Deutsche Sporthilfe.
Er ist Gründungspräsident des Athleten Deutschland e. V. Seit Oktober 2021 bekleidet Karla Borger als seine Nachfolgerin das Amt der Präsidentin.

## Sonstiges
Sein Studium in Politik, Soziologie und Wirtschaft absolvierte er an der Zeppelin Universität in Friedrichshafen und der Universität Gent. Zum Wintersemester 2020/21 nahm er das Master-Studium „NGO & CSR Management“ an der Hochschule Bonn-Rhein-Sieg auf.
Rund um die Verschiebung der Olympischen Spiele in Tokio 2020 machte Hartung auf sich aufmerksam, als er als erster Athlet weltweit vor der offiziellen Entscheidung des IOC erklärte, dass er bei den Olympischen Spielen im Juli 2020 aufgrund der Corona-Pandemie aus Rücksicht auf die in Japan lebende Bevölkerung und den globalen Gesundheitsschutz nicht antreten würde.

## Auszeichnungen
Hartung erhielt 2019 den Werte Preis der Werte Stiftung in der Kategorie „Verantwortung“. Die Stiftung würdigte sein Engagement und die damit verbundenen Verantwortung, die er für andere Athletinnen und Athleten übernimmt. Max Hartung wurde als Wahlkölner zudem zum Sportler des Jahres der Stadt Köln gewählt. Mehrfach erhielt er diese Auszeichnung auch in Dormagen, der Stadt seines Heimatvereins, dem TSV Bayer Dormagen. Im Mai 2023 erhielt er das Bundesverdienstkreuz am Bande.

## Podcast „Demaskiert“
Mit seinem Teamkollegen Matyas Szabo betreibt Hartung einen deutschsprachigen Fechtpodcast. Der Podcast sollte die Athleten ursprünglich auf ihrem Weg zu den Olympischen Spielen 2020 in Tokio begleiten. Nachdem die Olympischen Spiele 2020 aufgrund der COVID-19-Pandemie verschoben werden mussten, führen Hartung und Szabo den Podcast mit mehr als 60 Episoden bis zu den Olympischen Spielen 2020 weiter. In der Zeit des ersten Lockdowns ab März 2020 hat das Gespann außerdem Trainingsvideos für Kinder aufgenommen und bei Youtube veröffentlicht, die keinen Zugang zu ihren Sporthallen hatten. Der Podcast ist Teil des Projektes Beyondcrisis der Initiative Deutschland – Land der Ideen.

## Wichtige sportliche Erfolge

### Olympische Spiele
- 10. Platz Einzelwettbewerb Olympische Spiele Rio de Janeiro 2016
- 7. Platz Einzelwettbewerb London 2012
- 5. Platz Mannschaftswettbewerb London 2012
- 4. Platz Mannschaftswettbewerb Tokio 2020/2021

### Weltmeisterschaften
- 3. Platz Mannschaftswettbewerb Moskau 2015
- 3. Platz Einzelwettbewerb Moskau 2015
- 1. Platz Mannschaftswettbewerb Kasan 2014

### Europameisterschaften
- 1. Platz Mannschaftswettbewerb Düsseldorf 2019
- 1. Platz Einzelwettbewerb Novi Sad 2018
- 1. Platz Einzelwettbewerb Tiflis 2017
- 2. Platz Einzelwettbewerb Montreux 2015
- 1. Platz Mannschaftswettbewerb Montreux 2015
- 3. Platz Mannschaftswettbewerb Straßburg 2014
- 3. Platz Mannschaftswettbewerb Legnano 2012
- 3. Platz Einzelwettbewerb Sheffield 2011
- 2. Platz Mannschaftswettbewerb Sheffield 2011
- 3. Platz Mannschaftswettbewerb Leipzig 2010

### Juniorenweltmeisterschaften
- 1. Platz Einzelwettbewerb Belfast 2009

### Junioreneuropameisterschaften
- 1. Platz Mannschaftswettbewerb Amsterdam 2008

### Deutsche Meisterschaften
- 1. Platz (Einzel) 2016
- 3. Platz (Mannschaft) und  3. Platz (Einzel) 2015
- 1. Platz (Mannschaft) und  2. Platz (Einzel) 2014
- 1. Platz (Mannschaft) 2012
- 2. Platz (Mannschaft) 2009
- 1. Platz (Mannschaft) und Silber (Einzel) 2008
- 2. Platz (Mannschaft) 2007
- 2. Platz (Mannschaft) 2006